# Yavuz
Yavuz – ультраглибоководне бурове судно. Стало другим турецьким буровим судном.

## Загальні відомості
Судно спорудили як Deepsea Metro I в 2011 році на південнокорейській верфі Hyundai Heavy Industries в Ульсані на замовлення грецької компанії Metrostar Management та норвезької Odfjell Drilling (мали 60% та 40% участі у проекті відповідно). 
Судно відноситься до розробленого компанією Gusto MSC типу Gusto P10,000 та у відповідності до замовленого обладнання розраховане на роботу в районах з глибинами моря до 3000 метрів (максимальна глибина для проекту P10,000 становить 3658 метрів). При цьому воно може бурити свердловини довжиною до 12,2 км. Роботи провадяться при висоті хвиль до 6 метрів з інтвервалом до 10 секунд та швидкості вітру до 49 вузлів. Судна цього типу мають резервуари для прийому 125 тисяч барелів нафти, тому здатні без додаткової підтримки провадити тривале тестування свердловин.
Силова установка складається з шести дизельних двигунів STX-MAN I-9 із генераторами потужністю по 4,3 МВт та двох двигунів STX-MAN V-18 з генераторами по 8,7 МВт.
Пересування до району робіт здійснюється самостійно зі швидкістю до 10 вузлів.
На борту забезпечується проживання до 210 осіб.
Судно використовує систему динамічного позиціонування Kongsberg DP-3.

## Служба судна
Протягом перших кількох років своєї кар’єри Deepsea Metro I працювало біля узбережжя Східної Африки (переважно в економічній зоні Танзанії на замовлення BG), де спорудило цілий ряд свердловин, як то:
- пробурена навесні 2012-го Mzia-1, яку заклали в районі з глибиною моря 1639 метрів. Свердловина мала довжину 4082 метри та виявила газове родовищі Мзіа. Взимку та наприкінці 2013-го Deepsea Metro I спорудило на цьому родовищі дві успішні оціночні свердловини Mzia-2 (глибина моря 1622 метра, довжина 4341 метр) та Mzia-3 (1780 та 4803 метра відповідно);
- споруджена навесні 2012-го Jodari-1, яку заклали в районі з глибиною моря 1153 метра. Свердловина мала довжину 4465 метрів та виявила газове родовищі Джодарі. Наприкінці 2012-го Deepsea Metro I спорудило на цьому родовищі дві успішні оціночні свердловини Jodari South-1 (глибина моря 1040 метрів, довжина 3441 метр, мала бічний стовбур Jodari South ST-1 довжиною 3282 метра) та Jodari North-1 (1040 та 3389 метрів відповідно);
- пробурена влітку 2012-го Papa-1. Закладена в районі з глибиною моря 2186 метрів, вона мала довжину 5544 метри та виявила родовище Папа; 
- завершена в економічній зоні Кенії на початку осені 2012-го Mbawa-1, замовником якої виступив консорціум під операторством Apache. Свердловина була доведена до глибини у 3151 метр та перетнула один газонасичений інтервал, проте оголошення про відкриття родовища за цим сталось;
- завершена на початку літка 2013-го Ngisi-1, яку заклали в районі з глибиною моря 1325 метрів. Свердловина мала довжину 4640 метри та виявила газове родовищі Нгісі, а також стала оціночною для родовища Чева;
- споруджена влітку 2013-го Mkizi -1. Закладена в районі з глибиною моря 1301 метр вона мала довжину 2860 метрів та виявила родовище Мкізі;
- пробурені у другій половині літа – першій половині осені 2013-го успішні оціночні свердловини Pweza-2 (довжина 3159 метрів) та Pweza-3 (глибина моря 1384 метра, довжина 3153 метри), які дозволили уточнити розміри родовища Пвеза;
- споруджені в економічній зоні Кенії у січні – березні 2014-го Sunbird-1, замовником якої, як і у випадку з Танзанією, виступив консорціум під операторством BG. Закладена в районі з глибиною моря 721 метр свердловина була доведена до позначки у 2850 метрів та перетнула газо- і нафтонасичені інтервали, проте оголошення про відкриття родовища за цим сталось;
- пробурена у березні – червні 2014-го Taachui-1, яку заклали в районі з глибиною моря 1639 метрів. Завершена за допомогою бокового стовбура  Taachui-1 ST1, свердловина мала довжину 4215 метрів та виявила газове родовище Taachui;
- завершена восени 2014-го Kamba-1 (закладена в районі з глибиною моря 1380 метрів), що перетнула газонасичений інтервал у структурі, яка є північним продовженням Пвеза;
- пробурена у жовтні – листопаді 2014-го розвідувальна свердловина Tende-1, яка була закладена в районі з глибиною моря 781 метр. Вона досягнула позначки у 4153 метра, але змогла виявили лише газопрояви. Хоча це завдання також виконували у водах Танзанії, проте замовником виступив консорціум під операторством Ophir Energy;
- споруджена наприкінці 2014-го Mkuki-1. Свердловина, закладена в районі з глибиною моря 1648 метрів, досягнула довжини у 3204 метра, але не виявила вуглеводнів. І цей проект знаходився в економічній зоні Танзанії, але у блоці, де оператором виступала компанія Dominion.
На момент завершення східноафриканського фрахту Depsea Metro I у грудні 2014-го спостерігалась надлишкова пропозиція на ринку офшорного буріння, тому судно певний час провело у простої. Втім, у серпні 2015-го воно розпочало у В’єтнамі для компанії VietGazprom буріння свердловини із очікуваним терміном завершення робіт в січні наступного року. В подальшому VietGazprom використала своє контрактне право та залишила установку для проведення робіт з тестування свердловини.
В липні 2016-го Depsea Metro I узялось за буріння у водах Малайзії свердловини для компанії Petronas Carigali.
Наприкінці березня 2017-го судно прибуло до філіппінського басейну Палаван, де пробурило для компанії  Nido Petroleum оціночну свердловину Galoc-7, яка досягнула довжини у 2373 метра. Оскільки у ній отримали нафтопрояви із неочевидною комерційністю, Depsea Metro I для уточнення результатів спорудило також бічний стовбур Galoc-7ST.
В середині червня 2017-го Depsea Metro I розпочало буріння для консорціуму компаній Repsol та Talisman, що отримали розвідувальну ліцензію від В’єтнаму. Втім, через тиск Китаю, який висуває претензії на цей же район, в середині серпня судно припинило роботи та відбуло до малазійського порту Лабуан. Існують відомості, що Depsea Metro I вдалось досягнути газонасичених порід саме тоді, коли в’єтнамська влада попросила Repsol згорнути роботи.

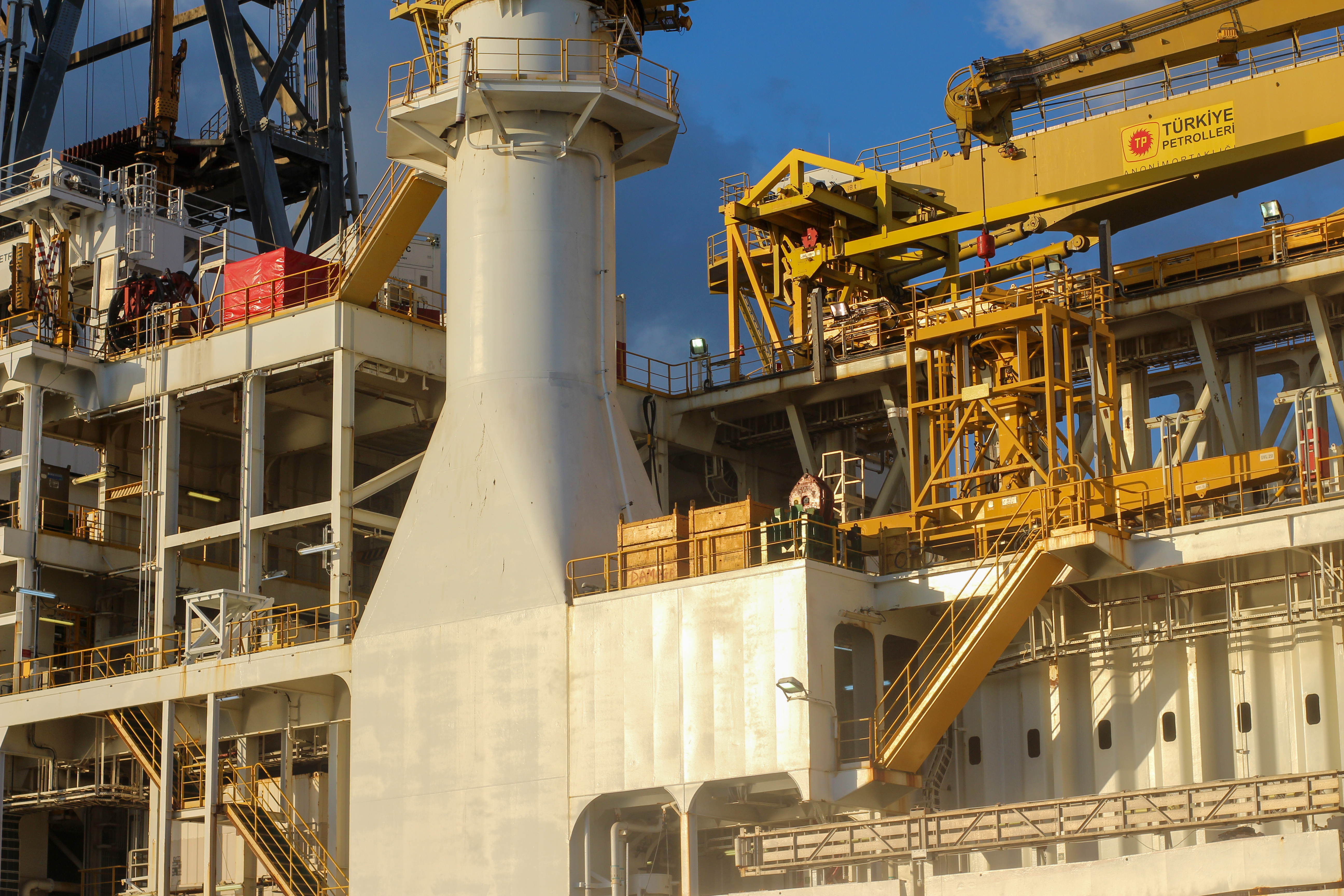

Після більш ніж річного простою у Малайзії, восени 2018-го, судно продали турецькій нафтогазовій компанії Türkiye Petrolleri Anonim Ortaklığı (TPAO), яка перейменувала його у Yavuz. В серпні 2019-го судно долучилось до проведення розвідувальної кампанії у водах, що оточують Кіпр. Першою спорудили свердловину Karpaz-1, розташовану неподалік від контрольованого самопроголошеною Турецькою Республікою Північного Кіпру північно-східного завершення острова. Після цього з жовтня 2019 до листопада 2020 Yavuz пробурило свердловини Guzelyurt-1, Selçuklu-1 та Lefkoşa-1. Оскільки їх заклали у водах на південь від Кіпру, проведення тут робіт гарантував турецький ВМФ.
Восени 2021-го Yavuz перевели до Чорного моря, для чого в порту Гайдарпаша з нього демонтували бурову вежу, що дозволяло пройти під стамбульськими мостами. Далі судно прибуло до чорноморського порту Filyos, де мали змонтувати вежу назад. Після цього Yavuz мало долучитись до робіт у турецькому секторі, де в 2020 відкрили гігантське газове родовище Сакар’я.